# 漫画家一覧
漫画家一覧（まんがかいちらん）は、世界の漫画家の地域別・五十音順一覧。

## アジア
香港　
- 黄玉郎
- 馬栄成
- 邱福龍
- 馮志明(zh:冯志明)
- 司徒剣僑(zh:司徒劍僑)
- 利志達(en:Li Chi-Tak)
- 李志清
- 貓十字(zh:貓十字)
- 雪晴(zh:雪晴)
- 千草(zh:宮千栩)
- 瑞雲(zh:瑞雲)
- 狄分妮琳(zh:狄芬妮琳)
- 愛芷(zh:愛芷)
- 王澤(zh:王家禧)
- 李恵珍(zh:李惠珍)
- 牛佬(zh:牛佬)
- 麦家碧(zh:麥家碧)

### インド
- ラビカント・ナンドゥラ
- マダーン(en:Madhan (writer))

### 韓国
- 李元馥
- 李命進
- 李賢世(en:Lee Hyun-se)
- 元秀蓮
- 金宣希
- 金星煥
- 金童話
- 高冶星
- 申龍錧
- 崔ミル
- 朴素熙
- 朴晟佑
- 邢民友
- 黄美那
- 許英萬
- 佯病説
- 梁慶一
- 柚弦
- ユング (漫画家)（fr:Jung (auteur)）
- 林光默
- Boichi

### シンガポール
- FSc

### タイ
- ヂャッカラパン・フワイペット
- ウィーラチャイ・ドゥアンプラー
- ティワワット・パッタラクンワニット
- ウィスット・ポンニミット
- アルン・ワチャラサワット

### 台湾
- 阿肛
- AKRU
- 阿推(zh:阿推)
- 敖幼祥(zh:敖幼祥)
- 蔡志忠
- 常勝(zh:常勝 (漫畫家))
- 成風(zh:成风)
- 小林 (イラストレーター)
- ZECO
- CHuN
- Salah-D
- BAKUNOYA
- 平凡 (画家)
- 兪家燕
- REI (イラストレーター)
- 彎彎
- 陳柏尭
- 陳過
- 陳漢玲(zh:陳漢玲)
- 陳志隆(zh:陳志隆)
- 鍾孟舜
- 徳珍
- 発哥
- 高永(zh:高永)
- 狗狗蔡
- 冠良
- 郭莉蓁
- 阮光民(zh:阮光民)
- 鮭魚仔&小鯊龍
- 哈雷叔叔
- 哈日杏子
- 胡美嬌
- 洪培恩
- 洪義男(zh:洪義男)
- 紅膠嚢
- 洪育府(zh:洪育府)
- 黄佳莉(zh:黄佳莉)
- 黄建芳
- 黄俊維
- 黄熙文(zh:黄熙文)
- 蝗蟲哥哥
- 傑利小子(zh:傑利小子)
- 柯光曜
- 顆粒(zh:顆粒 (漫畫家))
- 頼安
- 頼有賢
- 李闡
- 李崇萍(zh:李崇萍)
- 李隆杰(zh:李隆杰)
- 李敬光(zh:李敬光)
- 李勉之
- 林晏傑作
- 林珉萱(zh:林珉萱)
- 林青慧(zh:林青慧)
- 劉佳青
- 劉明昆(zh:劉明昆)
- 劉興欽(zh:劉興欽)
- 呂水世
- 麦克斯黄
- 猫九娘
- 孟宸(zh:孟宸)
- 米絲琳(zh:米絲琳)
- 木笛(zh:木笛 (漫画家))
- 南宮燠
- 牛哥
- 彭雪芬
- 奇児
- 三月兔(zh:三月兔)
- 唐靉
- 唐風
- 天堂果凍
- 天天
- 王平
- 暁君
- 小影
- 蕭言中(zh:蕭言中)
- 妍希
- 楊承達(zh:楊承達)
- 楊若笙
- 葉明軒(zh:葉明軒)
- 許貿淞
- 毅峰
- 依歓
- 乙龍大明
- 易水翔麟
- 桜炎
- 尹若客
- 游圭秀(zh:游圭秀)
- 游若琪(zh:游若琪)
- 曽建華
- 昭学
- 張放之
- 張海澄
- 鄭問
- 周顕宗
- 朱鴻琦
- 韋宗成
- 2D馬賽克
- Alica
- Izumi
- KURDAZ
- RIVER
- VOFAN
- 麥仁杰(zh:麥人杰)

### 中国大陸
- 阿藍
- 荘銀吉
- 張開振
- 陳紹康
- 陳紹霖
- 張家輝
- 張敏卿
- 周満輝
- 蔡再鴻
- 蔡均利
- 蔡詩中
- 馮健超
- 呉世涌
- 哈亜蒂
- 王永基
- 何声
- 何声輝
- 甘承耀
- 黄慶栄
- 関東成
- 藍国清
- 李沢権
- 李征鴻
- 李国権
- 梁桂明
- 梁文国
- 劉怡廷
- 林振華
- 林応龍
- 林詩敏
- 林紹勝
- 廖維良
- 呂寿聡
- 盧穏亢
- 黄俊杰
- 呉景発
- 白徳良
- 徐有利
- 史美星
- 蘇秀文
- 陳永発
- 陳慶星
- 陳緁文
- 丁偉光
- 黄寿忠
- 黄嘉俊
- 葉慧怡
- 葉添興
- 兪徳業
- 楊開霖
- 余有権
- 朴正茂

- Fakhrul Anur
- Ling
- Nizam Bachok
- Norman Noh
- 愛欧
- 王立銘
- 夏達
- 第年秒
- 張楽平
- 張小白
- 丁氷
- 本杰明
- 豊子愷
- 李豪徳
- 胡蓉(zh:胡蓉 (漫画家))

### 日本
日本の漫画家一覧を参照

### バングラデシュ
- シシル・バッタチャルジー

### フィリピン
- レイニル・フランシス・ユー

### マレーシア
- ラット
- 蔡再鴻
- 祖安
- 張家輝

## 欧米・オセアニア
ヨーロッパおよび北アメリカ、オセアニアの漫画家

### アメリカ合衆国
- ウィル・アイズナー
- スコット・アダムス
- クリス・ウェア
- ロバート・クラム
- マット・グレイニング
- ダニエル・クロウズ（en:Daniel Clowes）
- ジョー・サッコ
- チャールズ・M・シュルツ
- ソール・スタインバーグ
- アート・スピーゲルマン
- ジム・デービス（en:Jim Davis (cartoonist)）
- ギャリー・トゥルードー
- グラディス・パーカー
- エイドリアン・トミネ
- ジム・バレンチノ（en:Jim Valentino）
- チャールズ・バーンズ（en:Charles Burns）
- アリソン・ベクダル（en:Alison Bechdel）
- ジョージ・ヘリマン
- バーン・ホガース
- スコット・マクラウド（en:Scott McCloud）
- ハワード・マッキー（en:Howard Mackie）
- ウィンザー・マッケイ
- マイク・ミニョーラ
- ジム・リー
- スタン・リー
- ラロ・アルカラス
- ラリー・ウェルツ
- ビル・ワード

### イギリス
- ダン・アブネット
- コリン・コッタリル
- トム・ゴールド（en:Tom Gauld）
- ロナルド・サール
- ジェイミー・ヒューレット
- デイヴ・ギボンズ（en:Dave Gibbons）
- デイヴ・マッキーン（en:Dave McKean）
- レイモンド・ブリッグズ
- ハリー・ホース
- マーク・ミラー
- アンディ・ランニング

### イタリア
- イゴルト（it:Igort）
- バルバラ・カネパ（it:Barbara Canepa）
- グイド・クレパックス
- セルジオ・トッピ
- ゼロカルカーレ
- アレッサンドロ・バルブッチ
- ユーゴ・プラット（en:Hugo Pratt）
- ベリッシモ・フランチェスコ
- ロレンツォ・マトッティ
- ミロ・マナラ
- タニーノ・リベラトーレ（en:Tanino Liberatore）

### カナダ
- ブライアン・リー・オマリー（en:Bryan Lee O'Malley）
- ギー・ドゥリール（en:Guy Delisle）
- デビッド・フィンチ
- スティーブ・マクニーブン
- トッド・マクファーレン

### スイス
- フレデリック・ペータース

### スウェーデン
- オーサ・イェークストロム

### スペイン
- エル・トーレス（es:El Torres）
- ケン・ニイムラ
- フアンホ・ガルニド
- パコ・ロカ
- ホアン・コルネラ
- ルイス・ロヨ

### スロベニア
- ミキ・ムステル

### セルビア
- ゾラン・ジャニエトフ（en:Zoran Janjetov）

### ドイツ
- ナタリー・ヴォルムスベッヒャー
- ゾフィア・ガルデン
- マティアス・シュルトハイス(en:Matthias Schultheiss)
- アニケ・ハーゲ
- アンナ・ホルマン

### フランス
- トニー・ヴァレント
- アレックス・ヴァレンヌ
- バスティアン・ヴィヴェス
- ヴィンシュルス
- ジョルジュ・ウォランスキ
- マックス・カバンヌ
- エマニュエル・ギベール
- クリストフ・クリタ
- ケラスコエット（fr:Kerascoët）
- ルネ・ゴシニ
- オリビア・コワペル
- マルジャン・サトラピ
- クリストフ・シャブテ（fr:Christophe Chabouté）
- シャルブ
- ジャン・ジロー
- ジョアン・スファール
- チベット
- デュピュイ＆ベルベリアン（en:Dupuy and Berberian）
- ニコラ・ド・クレシー
- アルチュール・ド・パンス（fr:Arthur de Pins）
- フィリップ・ドリュイエ
- ジャック・ド・ルスタル（en:Loustal）
- ルイス・トロンダイム
- ペネロープ・バジュー
- バル (漫画家)（fr:Baru）
- アレックス・バルビエ（fr:Alex Barbier）
- ジョゼ・パロンド（en:José Parrondo）
- エンキ・ビラル
- クリストフ・フェレラ
- クリストフ・ブラン（fr:Christophe Blain）
- ダビッド・ベー
- ベブ・デオム
- エドモン・ボードワン
- フレデリック・ボワレ
- マルク＝アントワーヌ・マチュー
- ジュリー・マロ
- ジャン＝クロード・メジエール
- ジャン＝ダヴィッド・モルヴァン
- ロマン・ユゴー（fr:Romain Hugault）
- アルベール・ユデルゾ
- パスカル・ラバテ
- オリヴィエ・ルドロワ
- エマニュエル・ルパージュ
- レジス・ロワゼル

### ベルギー
- エルジェ
- フランソワ・スクイテン
- ペヨ
- モリス (ベルギーの漫画家)（en:Morris (cartoonist)）
- ジャン・フランソワ・シャルル(fr:Jean-François Charles)

### ロシア
- チェジナ・スベトラーナ(en:Chezhina Svetlana)

## 中南米

### ブラジル
- カルロス・ラトゥッフ
- マイク・デオダート

### メキシコ
- リウス

### アルゼンチン
- フアン・ヒメネス（en:Juan Giménez）
- ホセ・ムニョース